# Антиохийская деревня
Ретрит и конференц-центр/лагерь «Антиохи́йская дере́вня» (англ. Antiochian Village Retreat and Conference Center/Camp) — комплекс зданий, находящихся в собственности Североамериканской архиепископии Антиохийского Патриархата, расположенный в боро Боливар, штат Пенсильвания.  Используется для проведения летних детских лагерей, епархиальных конференций и разного рода православных встреч. Основана в 1978 году.

## История
31 марта 1978 года глава Североамериканской архиепископии Антиохийского Патриархата митрополит Филипп (Салиба) приобрёл 280 акров (1,1 км2) земли у пресвитерианского лагеря Fairfield. Он мечтал о месте, где дети могли бы собираться в православный христианский поход и куда взрослые приходили бы освежить свои души, уединиться, расслабиться, объединиться в богослужении и стать ближе к Богу. Первый туристический сезон пришёлся на лето 1979 года. В своем видении этого духовного оазиса митрополит Филипп пожелал добавить к существующему лагерю ретритный и конференц-центр, монастырь и общину пенсионеров.
Первым директором Антиохийской деревни стал священник Иоанн Нэми, занимавший этот пост до 1988 года. В его директорство, программа кемпингов была аккредитованы Ассоциацией американских лагерей (American Camp Association) программы, которая послужила основой для проведения лагерных сезонов, которые посещали сотни православный молодых людей каждое лето.
В 1985 году была построена первая очередь Центра наследия и обучения, ныне известного как Ретритный и конференц-центр (Conference and Retreat Center), с 50 жилыми помещениями, 6 залами для совещаний и столовой. В 1990 году был завершён второй этап строительства с добавлением 50 жилых комнат и ещё нескольких конференц-залов. Был возведён новый обеденный зал, который теперь называется «Кедры». Во время второго этапа строительства была создана исследовательская библиотека для поддержки программы Антиохийского дома исследований.
В директорство Иосифа Пурпуры (1993—1996) здесь с 30 ноября по 2 декабря 1994 года в конференц-центре состоялась «Встреча в Лигонье», в которой приняли участие 29 православных иерархов.
С 1997 года директором стал священник Михаил Нассер, который преобразовал летнюю программу в три сессии в текущий формат, который включает в себя 4 двухнедельные летние сессии, а также зимний лагерь в две сессии, семейный лагерь, а также лагерь церковных искусств.
В 2004 году был открыт музей наследия Антиохийской деревни, где экспонирутся исторические православный артефакты, такие как иконы и облачения.
С 2006 года должности директора лагеря и директора конференц-центра разделяются.
В июле 2009 года митрополит Филипп (Салиба) объявил о создании монастыря в честь святой Феклы на территории Антиохийской деревни. Исполняющей обязанности настоятельницы назначена схимонахиня Александра (Маган).

## Современное состояние
В лагере желающие могут отдыхать на природе, одновременно знакомясь с основами православного христианства, его догматами и практикой, посещать местные святыни — в том числе и мощи святителя Рафаила Бруклинского, первого арабского епископа на территории Северной Америки. Предусмотрены, летние и зимние, детские и взрослые, спортивные и творческие программы отдыха в лагере Антиохийской деревни.
Рассчитанный на 10 тысяч персон конференц-центр служит прежде всего духовным и образовательным целям, а также — укреплению дружбы и сотрудничества православных христиан Северной Америки. Конференц-центр включает сотню комнат для гостей, комнаты для встреч, банкетный зал, столовые и богословская библиотека. Кроме того в здании Конференц-центра расположен домовый храм Петра и Павла.
Именно этот центр часто становится местом проведения конференций, форумов, разного рода публичных мероприятий. Кроме того в нём часто устраиваются свадьбы и другие празднования.
Кроме того, в Антиохийской деревни располагаются Музей и библиотека, посвященные истории Восточного Христианства, с упором на его Антиохийские корни.

## Директора
- 1979—1988 — священник Иоанн Нами
- 1989 — священник Матфей Джордж
- 1990—1991 — священник Павел Финли
- 1992 — священник Георгий Альбертс
- 1993—1996 — священник Иосиф Пурпура
- 1997—2006 — священник Михаил Нассер

конференц-центр
- 2006—2012 — Пол Финли
- 2012—2016 — Джон Сканлан
- С 2016 — Миссис Эми Стиффлер

лагерь
- 2006—2020 — священник Антоний Яздж
- С 2020 — свящ. Кристофер Шадид